# かとうあつき
かとう あつき（1969年5月31日 - ）は、日本の女優、元子役である。旧芸名は加藤 陵子（かとう りょうこ）。東京都足立区出身。身長160cm、血液型B型。所属事務所はキャストパワー。

## 来歴
小学4年生の時、劇団ひまわりに入団。1980年、テレビ番組『それゆけ!レッドビッキーズ』でデビュー。同年、日活児童映画『おかあさんのつうしんぼ』で映画デビュー。その後も『同心暁蘭之介』など子役として活躍した。
その後一時引退を経て再デビュー。ヘアヌード写真集発表を経て映画やオリジナルビデオで活躍する。当時は本名でもある「加藤陵子（かとう りょうこ）」の芸名で活動していたが、この頃の作品データには「加藤綾子」や「加藤陸子」といった誤りが多く見られる。また、実際にアナウンサーの加藤綾子がいる。
1997年に現在の「かとうあつき」へ変更した。近年は『大奥』シリーズなどのテレビドラマや映画、舞台にも出演する他、バラエティ番組などでレポーターとしても活躍しており、また、エアロビックフィットネス協会（JAFA）公認エアロビクスインストラクターの資格を持つ。
過去の所属事務所は夏木プロダクション、エーライフプロダクツ、オフィスのいり、ミレニアム・プロ。

## 出演

### テレビドラマ
- 愛はどうだ（1992年4月17日 - 6月26日、TBS系）
- 腕におぼえあり3（1993年1月 - 3月、NHK）
- 高校教師 第9話（1993年1月8日 - 3月19日、TBS系）
- うしろの百太郎（1997年10月6日 - 1998年3月24日、テレビ東京系）
- 盤嶽の一生 第6話「流れ者」（1999年、フジテレビ系）
- 金曜エンタテイメント ニュースキャスター沢木麻沙子2（1999年10月15日）、フジテレビ系） - 清乃 役
- 月曜ドラマスペシャル マネー・コンサルタント 日下部刻子の事件ファイル（2000年6月12日、TBS系）
- 火曜サスペンス劇場 警視庁鑑識班10（2000年10月17日、日本テレビ系）
- 女と愛とミステリー 保険調査員・蒲田吟子2（2001年、テレビ東京系）
- 土曜ワイド劇場 車椅子の弁護士水島威9（2002年10月26日、テレビ朝日系）
- 水曜ミステリー9 湯けむり殺人案内なんにも専務の名推理（2002年、テレビ東京系）
- 金曜エンタテイメント みにくいアヒルの子 涙の再会スペシャル（2003年4月11日、フジテレビ系）
- あなたの隣に誰かいる（2003年10月7日 - 12月9日、フジテレビ系） - 根本光恵 役
- 元カレ 第5話（2003年7月6日 - 9月14日、TBS系）
- 牡丹と薔薇（2004年1月5日 - 3月26日、東海テレビ=フジテレビ系）
- 大奥〜第一章〜（2004年10月7日 - 12月16日、フジテレビ系） - 飛鳥井 役
- 密会の宿2（2004年、テレビ東京系・水曜ミステリー9）
- 大奥〜第一章〜スペシャル（2005年4月8日、フジテレビ系） - 飛鳥井 役
- 盤嶽の一生 第9話「げんこつ親分」（2005年5月9日、時代劇専門チャンネル）
- 冬の輪舞 第39、42、43話（2005年1月-4月、東海テレビ=フジテレビ系）
- 大奥〜華の乱〜（2005年10月13日 - 12月22日、フジテレビ系） - 小山 役
- 大奥〜華の乱〜スペシャル（2005年12月30日、フジテレビ系） - 小山 役
- anego 第4話（2005年、日本テレビ系）
- 金曜エンタテインメント 積木くずし真相 〜あの家族、その後の悲劇〜前編（2005年9月2日、フジテレビ系）
- 慶次郎縁側日記3 第6話（2006年10月12日 - 12月21日、NHK） - お筆 役
- 偽りの花園 第36話〜（2006年4月3日〜6月30日、フジテレビ系） - キヌエ 役
- 土曜プレミアム 仕掛人・藤枝梅安（2006年11月4日、フジテレビ系）
- 金曜エンタテインメント ハマの静香は事件がお好き episode4（2006年、フジテレビ系）
- 不信のとき ウーマン・ウォーズ 第6話（2006年、フジテレビ系）
- わたしたちの教科書（2007年、フジテレビ系）
- 土曜プレミアム 出るトコ出ましょ!（2007年、フジテレビ系）
- 金曜プレステージ 熱血シングル・ファーザー3（2007年、フジテレビ系）
- Lドラ・サギ師リリ子 （2009年1月、テレビ東京）
- 月曜ゴールデン・湯けむりバスツアー 桜庭さやかの事件簿（2009年4月27日、TBS系）
- 土曜ワイド劇場「逆転報道の女」（2012年2月18日、テレビ朝日） - 田辺香織 役
- 七人の敵がいる! 〜ママたちのPTA奮闘記〜（2012年4月2日 - 6月29日、東海テレビ=フジテレビ系） - 大石若菜 役
- 月曜ゴールデン・警視庁機動捜査隊216（2012年12月24日、TBS系） - 長谷川智子 役
- 刑事のまなざし 第9話（2013年12月2日、TBS） - 看護師 役
- 警視庁捜査一課9係 season9 2時間SP（2014年10月5日、テレビ朝日系） - 井川清美 役
- 金曜プレミアム・松本清張スペシャル かげろう絵図（2016年4月8日、フジテレビ系） - 樅山 役
- 科捜研の女 第16シリーズ 第10話（2017年1月19日、テレビ朝日系） - 久保桜子 役
- 黒薔薇 刑事課強行犯係 神木恭子
  - 第1弾（2017年） ‐ 乾茂美（若年期）
  - 第2弾（2019年） ‐ 和田智子
- 龍虎の理（2021年5月28日、日本映画専門チャンネル）
- ゴシップ#彼女が知りたい本当の○○ 第6話・最終話（2022年2月10日・17日、フジテレビ）- 瀬古咲恵 役

### CM
- 積水化学工業 セキスイかわら（2000年）
- 資生堂 タイムスケープホワイト（2001年）
- NHK BS スポットライフスタイル「サッカー篇」（2003年）

### 映画
- バンビ (1993年11月19日) - ファリーン役
- 平成名探偵 阪田京介（1997年1月4日、麻生勝己監督）
- バブルと寝た女たち（1998年3月14日発売、新村良二監督） - 関谷歩美 役
- サソリ 女囚701号（1998年10月31日公開、新井良二監督）
- サソリ 殺す天使（1998年10月31日公開、新井良二監督）
- LOFT bootleg 1999（1999年、高原秀和監督）
- 息もできない長いKISS（1999年製作・2001年8月4日公開、キム・テグワン監督・脚本） - 在日韓国人3世のホテトル嬢：ユリカ 役（主演）[1]
- RANBU 〜艶舞剣士〜（2004年11月6日公開、雑賀俊郎監督） - 赤蜘蛛のおさき 役
- 新・極道三国志2 伊豆代理戦争勃発（2005年、新村良二監督）
- 修羅のみち10 九州全面戦争（2005年、小澤啓一監督）
- シナリオライター★松本マリコの課題（2005年、中村拓監督）
- A DAY IN THE LIFE（2006年、浅野晋康監督）
- red letters（2006年、千葉誠治監督）
- 大奥（2006年、林徹監督） - 御坊主 役
- 笑いの枝折り（2019年）

### Vシネマ
- 警告!のぞきアリ。（1995年7月14日発売、東映ビデオ）
- くノ一忍叫伝HOTARU（1996年9月20日）
- お天気お姉さんR（1996年1月25日発売、バンダイビジュアル）
- DONOR 人格移植（1996年12月20日発売、東北新社）
- 痴漢白書6（1997年1月31日発売、伊藤正治監督、ピンクパイナップル制作、ケイエスエス）
- 血染めの代紋 喧嘩組（1998年9月25日発売、原田昌樹監督）
- マルソウ改造自動車教習所2 疾風怒濤篇（1998年5月8日発売）
- 奴隷少女 SLAVE GIRLS（1998年6月22日発売）
- 聖職者の下半身 痴漢医師（1998年11月27日発売）
- 続・バブルと寝た女たち（1999年12月3日発売、谷口正行監督）
- 香港黒社会 喧嘩組（1999年2月26日発売、原田昌樹監督）
- WILD NIGHT ワイルドナイト（2000年9月1日発売）
- 姉妹 Love doll（2000年10月25日発売）
- 北の狼（2003年2月14日発売、中田信一郎監督・脚本）
- 昭和博徒外伝（2003年）
- ムラマサ MURAMASA（2004年5月25日発売）
- パチンコ店の懲りない面々 大海物語と一生暮らしたい（2006年、高明監督）
- 必殺!バトルロード 妖剣女刺客（2006年1月21日発売、小澤啓一監督）
- 忍術伝 NINJA STAR（2009年）
- 秘忍伝 THE NINJA KILLER（2009年） - 赤蜘蛛のおさき
- 日本統一43・44（2021年） - 広野組組員谷津仁の母

### 舞台
- 大奥（2007年1月 明治座、2007年9月 - 10月 明治座、同年11月 中日劇場、2008年5月北海道厚生年金会館）鈴川 役

## 写真集
- 愛奴（1995年、リイド社）